# Telefonboks
En telefonboks er en konstruktion, enten med eller uden dør til at rumme én person, der er placeret på et offentligt tilgængeligt sted, og som indeholder en fastmonteret mønttelefon til almen brug. Der kan betales med enten mønter, telekort eller betalingskort. En telefonboks kan også indeholde telefonbøger, en hylde og en opslagstavle. Den sidste telefonboks i Danmark blev fjernet den 13. april 2018.

## Historie
Telefonbokse blev almindelige i den industrialiserede del af verden i 1910'erne. En af de første standardiserede telefonbokse var British Posts velkendte røde "K1", det vil sige "Kiosk nummer 1" fra 1920, og opfølgeren "K2" fra 1930. I 1970'erne blev det almindeligere med åbne båse.
Behovet for telefonbokse opstod i en tid, hvor det var dyrt og vanskeligt at skaffe sig sin egen telefon, og hvor der ikke fandtes mobiltelefoner. Efter at private fastnettelefoner blev mere almindelige, og ikke mindst efter at mobiltelefonien blev udbredt i 1990'erne, blev behovet for telefonbokse meget mindre. På grund af udbredt hærværk og lav lønsomhed kan man i dag stort set kun finde telefonbokse på særligt trafikerede steder som jernbanestationer o.l.

### Danske telefonbokse
Forløberen for telefonboksen i Danmark var telefonkiosken, fra 1896 tegnet af KTAS-arkitekten Fritz Koch for A/S Kjøbenhavns Telefonkiosker. Telefonkiosken var, som ordet antyder – en kiosk, hvor man som kunde blev betjent af en person inde i kiosken, der ringede op for én og tog imod betaling.
I 1930 var tiden moden til en ny model og til opsætning af flere bokse. Arkitekt Jens Ingwersen, Kochs samarbejdspartner og efterfølger, tegnede som KTAS's nye arkitekt en afløser i tidens enkle stil. Det var et krav fra Københavns Kommune, at boksen skulle være grøn, og vinduerne skulle have samme størrelse som telefonkioskernes "spisesedler". Den lille klassiske bygning med saddeltag og tydelig skiltning blev populær. De matterede ruder sikrede brugeren lidt privatliv, og de praktiske stålhylder med telefon og møntboks gav plads til telefonbøger og håndtaske. Den første Ingwersen-telefonboks, eller "Samtaleskab", som boksen blev kaldt i samtiden, placerede KTAS i Gentofte Kommune ved udgangen af 1934. Kort tid efter opstillede KTAS telefonbokse i Køge, Næstved, Liseleje, Måløv og Taastrup. I juli 1935 blev der stillet 15 bokse op på udvalgte steder i hovedstaden.
Telefonboksen blev standard på Sjælland frem til 1970'erne, hvor bombemanden fra Gladsaxe gjorde det af med modellen. Bombemanden placerede to torsdage i træk i 1977 rørbomber på loftet i telefonbokse i Københavnsområdet; bomberne blev udløst af dørenes åbningsmekanisme. Telefonselskabet KTAS fjernede derfor i 1977 dørene fra alle 602 telefonbokse i Storkøbenhavn. Det stoppede dog ikke bombemanden, som ugen efter placerede endnu en bombe i en telefonboks, men denne gang var bomben forbundet med en snubletråd. Et ofte gentaget rygte er, at KTAS ikke havde styr på hvilke døre, der var til hvilke bokse, og derfor ikke kunne montere dørene igen, da bombemanden blev anholdt. KTAS har dog altid udtalt, at boksene var nedslidte og derfor snarere skulle udskiftes.
KTAS påbegyndte efterfølgende udviklingen af en ny boks, og i 1980 afholdt selskabet en designkonkurrence om en ny åben telefonboks. Vinderen var "Spørgsmålstegnet", designet af Klavs Helweg-Larsen. Boksen blev opsat visse steder i byrummet, men blev derudover kvalt i fødslen, fordi daværende trafikminister Arne Melchior lagde pres på KTAS for at stoppe produktionen, da han blandt andet mente, at handicappede ikke kunne benytte den.
I 1987 var KTAS' nye telefonboks klar, med design af arkitekt Jan Utzon. De første to bokse blev stillet op i Nykøbing Falster i sommeren 1988, og boksene fik ros af såvel handicaporganisationerne som pressen. I 1993 besluttede det nyligt oprettede nationale telefonselskab Tele Danmark, at Utzon-boksen skulle være standardboks i hele landet. Boksen fandtes i fire farver: rød, blå, grå og "københavnergrøn", der var den samme farve, som prydede Jens Ingwersens første telefonbokse.
I 2007 var der omkring 3.000 telefonbokse i Danmark, men allerede i 2009 var tallet faldet til omkring 500. I 2017 var der tre telefonbokse tilbage i Aarhus, der formentlig var de sidste i hele Danmark. Telefonerne blev fjernet fra dem 13. december 2017. Den sidste boks blev fjernet på Lille Torv 13. april 2018.

### Den norske telefonkiosk «Riks»
I 1933 offentliggjorde det private telefonselskabet Oslo Telefonanlegg en konkurrence om en ny, standardiseret telefonkiosk. Den måtte ikke koste over 1000 kroner, den skulle være solid og let at montere. Arkitekten Georg Fredrik Fasting vandt blandt 93 forslag med sit forslag «Riks». Det var en rød telefonkiosk i jern og glas med funktionalistiske stiltræk.
Juryen skrev om vinderen:
«Nr. 80 «Riks». Utkastet viser en helt frapperende enkel løsning av opgaven, såvel teknisk som estetisk set vel gjennemarbeidet. Det løser alle programmets fordringer på en tilfredsstillende måte. Såvel i planløsning som opbygning har forfatteren truffet midt i blinken. Utkastet har en sådan form at en kiosk med denne utførelse kan opstilles nær sagt hvor som helst. Brugsanvisningen kan med fordel anbringes over apparatet, men kan også den foreslåtte ophengning godkjennes. Døren må slå utad.»
Den første blev sat op på kajen til Den norske Amerikalinje i 1933. «Riksen» var både hensigtsmæssig og robust og blev serieproduceret i et stort antal. I 1970- og 1980'erne fandtes der over 6000 sådanne telefonkiosker i Norge, og den var et karakteristisk stykke inventar i praktisk talt alle byer og bygder. Til sammen blev der lavet mere end 9000, førend produktionen sluttede i 1972. I 1997 erklærede Riksantikvaren og Telenor telefonkiosken som verneverdig, og det blev bestemt, at 300 kiosker skulle bevares. I 1995 blev den også tilføjet foreningen DOCOMOMOs liste over bevaringsværdig modernistisk arkitektur og foreslået som kandidat til at komme på UNESCOs verdensarvliste.
Den 19. juni 2007 indgik Riksantikvaren og Telenor en aftale om bevaring af 100 af de sidste 420 røde telefonkiosker i Norge. Aftalen blev signeret af assisterende riksantikvar Sissel Rønbeck og koncernchef i Telenor Jon Fredrik Baksaas i den allerførste kiosk, som blev placeret på Akershuskajen i Oslo.

## Diverse
- I den amerikanske tegneserie Superman, som blev skabt i 1938, plejede helten at skifte til superdragt i en telefonboks. Telefonboksen var dengang en moderne indretning i en travl storby og et passende symbol, men i filmen Superman fra 1978 gør filmskaberne en pointe ud af at Superman ikke kan finde en lukket telefonboks, kun åbne båse.
- Der er gjort mange rekordforsøg med flest mulig personer i en telefonboks på samme tid, men fordi boksene varierer fra land til land, er der ikke noteret nogen verdensrekord. Den norske rekord blev ifølge Guinness Rekordbog sat i Narvik i 1993, da 20 personer over 18 år fik plads i en almindelig telefonboks.
- Tilhængere af den gamle norske telefonboks "Riksen" fejrer "telefonkioskens dag" 4. marts.

## I litteraturen
Telefonbokse er ofte benyttet i  krimier, hvorfra fx en person på flugt fra en morder desperat tilkalder hjælp. Dette tema findes blandt andet i Tre døgn for Condor. 
Det sker også, at morderen driller politiet ved at ringe fra en telefonboks og oplyse om drabet.